# Nikon Df
Nikon Df — цифровой зеркальный фотоаппарат компании «Никон», представлен 5 ноября 2013 года, объявленная дата начала продаж — 28 ноября, по рекомендуемой розничной ценой 2749 US$ без объектива и 2999 US$ с объективом.
В фотоаппарате использована матрица от флагмана D4, а процессор и автофокусировка позаимствованы от бюджетного D610.

## Награды
Nikon Df стал лауреатом премии TIPA (Technical Image Press Association) в номинации «лучший фотоаппарат премиум-класса» (Best Premium Camera: Nikon Df, 2014).